# Helga Märthesheimer
Helga Märthesheimer (* 27. März 1938 in Kassel als Helga Gross; † 11. März 2008 in Köln) war eine deutsche Hörfunk- und Fernsehjournalistin.

## Leben
Helga Märthesheimer, geboren 1938,  studierte nach dem Abitur Soziologie an der Johann Wolfgang Goethe-Universität Frankfurt am Main und an der FU Berlin. Ab 1966 war sie freie Mitarbeiterin beim Westdeutschen Rundfunk (WDR) in Köln. Gemeinsam mit Dietmar Schönherr und Peter Hajek gehörte sie zu den Initiatoren der ersten deutschen Talkshow Je später der Abend. Daneben war Helga Märthesheimer regelmäßige Autorin des ZeitZeichens und moderierte das Morgenmagazin auf WDR 2. Von 1978 bis 1981 war sie festangestellte Redakteurin beim Politmagazin Monitor. Bekannt wurde sie auch mit Fernsehdokumentationen aus der früheren DDR. Für die Reportage Wanderungen durch die DDR: Der Spreewald erhielt Märthesheimer 1984 den Jakob-Kaiser-Preis.
Bis zu ihrer Pensionierung im Jahr 1998 war Helga Märthesheimer als ARD-Korrespondentin in Brüssel tätig.  Für die Doku Drei vor Mitternacht: Vorsicht Atomfachleute erhielt sie 1987 den Adolf-Grimme-Sonderpreis Live (zusammen mit Elke Hockerts-Werner und Gabriele Krone-Schmalz).
Am 1. August 2003 richtete sie die „Stiftung Reporter ohne Grenzen“ ein, um ihr Vermögen nach ihrem Tode Reporter ohne Grenzen zukommen zu lassen.
Helga Märthesheimer starb kurz vor ihrem 70. Geburtstag am 11. März 2008 nach einer schweren Krankheit und wurde auf ihren Wunsch hin anonym bestattet.

## Filmografie (Auswahl)
- 1975: Angst vor der Angst (Fernsehfilm)